# Dalea moquehuana
Dalea moquehuana är en ärtväxtart som beskrevs av James Francis Macbride. Dalea moquehuana ingår i släktet Dalea, och familjen ärtväxter. Inga underarter finns listade i Catalogue of Life.